# أي أم مي
أي أم مي (بالإنجليزية: I Am Me)‏ الألبوم الثاني من المغنية العالمية المشهورة آشلي سمبسون. أول سنجل للألبوم كانت بوي فريند، والسنجل الثاني للألبوك كان أل.أو.في.إي. «أي أم مي» صدر في 18 أكتوبر في الولايات المتحدة وأخذ المركز الأول في المبيعات. الألبوم أنتج 3 أغاني في دخلت في المراتب العالية لبيل بورد وأصبحت أغاني شهيرة جدا. سمبسون اشتغلت في هذا الألبوم مع جون شينك وكارا ديوجردي هم نفس الناس الذين اشتغلت معهم في الألبوم الأول أتو بيوجرافي. جون شينك هو الذي أنتج الألبوم. سمبسون ساعدت في كتابة الألبوم مع جون شينك وكارا ديوجردي. في 15 ديسمبر الألبوم حاز على إشطوانة بلاتنيوم. لشحن وتوزيع مايزيد عن 1.000.000 نسخه في أمريكا. في أبريل من 2008 تم جمع إحصائية السنة الجديد وتم بيع فوق 942.994 في آخر السنة باع 1.000.000 كاملة مره أخرى. بعد ذلك أغنية فردية جديدة صدرت بعنوان إنفسيبل والذي قيل بأنها سوف تصبح بألبوم أي أم مي في إعادة صدور نسخة جديدة له، ولكن لم ينفذ شي. في عام 2008 تم صدور أغنية إنفسيبل كأغنية إضافية في ألبوم بيترسويت ورلد.

## عن الألبوم
ألبوم أي أم مي صدر بعد 15 أسبوع من الألوبم الأول أتو بيوجرافي. من تصريح آشلي في سنة 2004 قالت سوف أخذ إجازه لمدة شهر. ولكن آشلي لم تأخذ شهر والسبب آشلي قالت: لقد طفشت من الجلوس في المنزل، فتحدثت إلى جون شينك وقلت هل أستطيع أنا آتي إلى الأستديو؟ فوافق في الشغل على الألبوم الثاني.
ألبوم «أي أم مي» ألبوم متنوع من الروك والبوب معا. تم وصفه كألبومها السابق ولكن أكثر روك. وسمبسون بنفسها قالت أريده أن يكون نفس نمط ألبومي الأول. ولكن هناك اختلاف قيل أن أي أم مي مستوحى من الثمنينيات في الحين والأغاني  وسمبسون قالت «أنا أحب الثمنينات» وأيضا قالت «أن أغاني الثمنينات خفيفة وممتعه وأريد أن أضيفها إلى الألبوم». 
«أي أم مي» وصف عنه بأنه أقوى من ألبومها السابق أتو بيوجرافي.

## لائحة الأغاني
جميع الأغاني تم كتابتها بواسطة آشلي سمبسون، جون شانك. كارا ديوجلادي.
| #   | الأغنية              | المدة |
| --- | -------------------- | ----- |
| 1.  | Boyfriend            | 2:57  |
| 2.  | In Another Life      | 3:48  |
| 3.  | Beautifully Broken   | 3:16  |
| 4.  | L.O.V.E.             | 2:34  |
| 5.  | Coming Back For More | 3:30  |
| 6.  | Dancing Alone        | 3:55  |
| 7.  | Burnin Up            | 3:57  |
| 8.  | Catch Me When I Fall | 4:02  |
| 9.  | I Am Me              | 3:18  |
| 10. | Eyes Wide Open       | 4:10  |
| 11. | Say Goodbye          | 4:15  |

### الأغاني الإضافية
- "Kicking and Screaming" – 2:58 [إضافة عالمية]
- "Fall in Love With Me" – 2:58 [إضافة لليابان والمملكة المتحدة]
- "Get Nasty" – 3:16 [لليابان فيط]

## مكانة الألبوم
| المكان           | المركز |
| ---------------- | ------ |
| الولايات المتحدة | 1      |
| المملكة المتحدة  | 50     |
| أستراليا         | 35     |

## وصلات خارجية
- أي أم مي على موقع ميتاكريتيك (الإنجليزية)
- أي أم مي على موقع ميتاكريتيك (الإنجليزية)
- أي أم مي على موقع أول موفي (الإنجليزية)

1. ↑  Geffen press release, "Ashlee Simpson's New Single 'Boyfriend' Now Radio's Best Friend Makes Fast Rise on U.S. Playlists" نسخة محفوظة 8 مارس 2021 على موقع واي باك مشين., PRNewswire, October 11, 2005. "نسخة مؤرشفة". مؤرشف من الأصل في 2007-10-14. اطلع عليه بتاريخ 2020-10-02.{{استشهاد ويب}}:  صيانة الاستشهاد: BOT: original URL status unknown (link)
2. ↑  Jennifer Vineyard, "Ashlee Remembers SNL Incident But Forgets Boys On New LP" نسخة محفوظة 22 ديسمبر 2008 على موقع واي باك مشين., MTV News, August 8, 2005. Joe Simpson is quoted here as saying: "They're going to love this record because it's more of the same". "نسخة مؤرشفة". مؤرشف من الأصل في 2008-12-22. اطلع عليه بتاريخ 2009-06-15.{{استشهاد ويب}}:  صيانة الاستشهاد: BOT: original URL status unknown (link)
3. ↑  Talia Kraines, BBC.co.uk review of I Am Me. نسخة محفوظة 13 أغسطس 2020 على موقع واي باك مشين.
4. ↑  Stephen Thomas Erlewine, Allmusic review of I Am Me. نسخة محفوظة 12 مارس 2020 على موقع واي باك مشين.
5. ↑  "I 'Me' Mine", Billboard.com, October 16, 2005.
6. ↑  Jennifer Vineyard, "Ashlee Simpson Going '80s, Getting Personal On Next Album", MTV News, March 25, 2005. نسخة محفوظة 22 ديسمبر 2008 على موقع واي باك مشين.